# Silversun Pickups
I Silversun Pickups sono un gruppo musicale indie statunitense originario di Los Angeles, ingaggiato dalla Dangerbird Records, e capitanato da Brian Aubert. Hanno pubblicato il loro EP di debutto Pikul nel luglio 2005, e il loro primo album Carnavas il 26 luglio 2006. Sono considerati tra i maggiori esponenti della nuova ondata shoegaze del 2006.

## Storia del gruppo
L'attuale formazione della band consiste in Brian Aubert (voce/chitarra), Nikki Monninger (basso/voce), Christopher Guanlao (batteria) e Joe Lester (tastiere). I membri della band erano amici che suonavano insieme in diverse band. Iniziarono a suonare in molti locali importanti di Los Angeles e nel mentre iniziarono a lavorare al loro primo EP Pikul.
La band ha concluso il tour di tre settimane della rock band australiana Wolfmother il 9 dicembre
2006, e successivamente ha suonato con OK Go e Snow Patrol nel loro U.S. spring tour, che si è concluso il 10 aprile 2007. I Pickups hanno suonato al Coachella Music Festival ad Indio, California il 27 aprile 2007. Si sono esibiti al Live 105's BFD festival il 9 giugno 2007. Inoltre hanno suonato al KROQ Weenie Roast il 19 maggio 2007, al KJEE Seaside Beach Ball a Ventura, CA l'8 giugno 2007, al KROQ Almost Acoustic Christmas il 9 dicembre 2007 e hanno finito l'anno al the 99x Mistle Toe-Jam concert il 16 dicembre con The Shins, Silverchair e Modest Mouse.
La band è in tour in Gran Bretagna e in Irlanda mentre viene pubblicato il loro primo album Carnavas il 28 maggio 2007. Nello stesso periodo aprono i concerti per i Foo Fighters ad Edimburgo, Scozia e a Dublino, Irlanda.
Durante l'autunno 2006 sono in tour come gruppo spalla ai Kaiser Chiefs.
Il 14 aprile 2009 la band ha pubblicato il loro secondo album Swoon.
Il 25 marzo 2012 è stato pubblicato il singolo Bloody Mary (Nerve Endings) sul canale ufficiale YouTube della band, preannunciando l'uscita del terzo album Neck of the Woods avvenuta l'8 maggio dello stesso anno.
Il 15 luglio 2015 la band ha annunciato il suo prossimo album, Better Nature. L'album è uscito il 25 settembre 2015.
Nel 2017, i Silversun Pickups hanno composto e interpretato la colonna sonora per il film Axis.
L'11 aprile 2019 la band ha pubblicato il video per il primo singolo estratto dal loro quinto album, It Doesn't Matter Why: l'album, intitolato Widow's Weeds, è uscito il 7 giugno 2019.
L'11 luglio 2022, la band ha pubblicato il singolo " Scared together" ed ha annunciato il suo prossimo album, " Physical thrills", che verrà pubblicato il 19 agosto.

## Stile musicale e influenze
Il sound del gruppo, che spesso comprende overdub multipli di distorsione per chitarra, è frequentemente messo a paragone con il sound dei The Smashing Pumpkins, mentre la band afferma che le loro maggiori influenze derivano da artisti quali My Bloody Valentine, The Velvet Underground, Elliott Smith, Sonic Youth, Modest Mouse e Secret Machines.

## Formazione
- Brian Aubert - chitarra e voce
- Nikki Monninger - basso e voce
- Christopher Guanlao - batteria
- Joe Lester - tastiere, campionatore e manipolazione del suono

## Discografia

### Album in studio
- 2006 - Carnavas
- 2009 - Swoon
- 2012 - Neck of the Woods
- 2015 - Better Nature
- 2019 - Widow's Weeds
- 2022 - Physical Thrills

### EP
- 2005 - Pikul
- 2007 - Live Session
- 2007 - The Tripwire Session: Live in Chicago
- 2007 - Remixes
- 2011 - Seasick

### Raccolte
- 2014 - The Singles Collection

### Singoli
| Anno | Singolo                      | Massima posizione in classifica | Massima posizione in classifica | Massima posizione in classifica | Album             |
| Anno | Singolo                      | Billboard Modern Rock           | Billboard Hot 100               | Official Singles Chart          | Album             |
| ---- | ---------------------------- | ------------------------------- | ------------------------------- | ------------------------------- | ----------------- |
| 2005 | Kissing Families             | -                               | -                               | -                               | Pikul             |
| 2006 | Lazy Eye                     | 5                               | 102                             | -                               | Carnavas          |
| 2007 | Future Foe Scenarios         | -                               | -                               | -                               | Carnavas          |
| 2007 | Well Thought Out Twinkles    | 9                               | -                               | -                               | Carnavas          |
| 2008 | Little Lover's So Polite     | -                               | -                               | -                               | Carnavas          |
| 2009 | Panic Switch                 | 14                              | -                               | -                               | Swoon             |
| 2009 | There's No Secrets This Year | -                               | -                               | -                               | Swoon             |
| 2010 | The Royal We                 | -                               | -                               | -                               | Swoon             |
| 2012 | Bloody Mary (Nerve Endings)  | -                               | -                               | -                               | Neck of the Woods |
| 2019 | It doesn't matter why        |                                 |                                 |                                 | Widow's weeds     |
| 2022 | Scared together              |                                 |                                 |                                 | Physical thrills  |